# Médiathèque Toussaint
La médiathèque Toussaint est une bibliothèque municipale classée située 49 rue Toussaint à Angers, dans la région des Pays de la Loire, en France, dans le département de Maine-et-Loire. Elle rassemble et anime un réseau de 9 bibliothèques réparties sur la ville.
Elle propose un large choix de livres, de revues, de CD, de DVD, de jeux et d’autres ressources documentaires pour tous les publics.
La médiathèque Toussaint abrite une collection de 570 000 documents, dont 170 000 sont disponibles en libre accès. Elle compte 11 500 membres inscrits, dont 50 % ont moins de 25 ans, et accueille environ 1 400 visiteurs par jour, avec une affluence de 1 900 visiteurs les samedis. En enregistrant plus de 651 000 prêts chaque année, elle se positionne en tant que la plus grande bibliothèque parmi les neuf que compte la Ville d'Angers. En deuxième position se trouve la bibliothèque Nelson Mandela avec 185 000 prêts, suivie de La Roseraie (151 000 prêts) et Les Justices (116 000 prêts).

## Historique
L’idée d’ouvrir une bibliothèque au public naît au sein de l’université d'Angers, entre 1376 et 1422, puis de l’Académie d’Angers en 1692, avec le soutien du conseil de ville.
Lors de la Révolution française et la confiscation des biens du clergé, sont regroupés des dépôts de livres dans les abbayes Toussaint et Saint-Serge, puis à la collégiale Saint-Martin.
La première bibliothèque publique ouvre le 30 mars 1798 dans l'ancien évêché.
Le retour de l'évêque en 1802 provoque la fermeture de la bibliothèque en 1803 et son transfert au Logis Barrault qui ouvrira au public en 1805.
Le 5 décembre 1848, sont inaugurés de nouveaux aménagements, au sein du Logis Barrault, afin de pouvoir accueillir à la fois le fonds constitué de 22 000 ouvrages et le public.
Dès le début du XXe siècle, le Logis Barrault devient trop étroit et ne peut accueillir les 30 000 livres du grand Séminaire confisqués en 1905. Après la Seconde Guerre mondiale, une pièce trop chargée s'effondre.
À partir de 1969, un réseau de bibliothèques annexes se met en place. Il est question de construire un nouveau centre. Ce projet aboutit au démarrage des travaux en 1975 rue Toussaint sous la municipalité de Jean Turc. La nouvelle bibliothèque municipale est inaugurée le 18 avril 1978 par le maire de l'époque Jean Monnier. Elle conserve dans ses locaux plus de 300 000 ouvrages sur 6 400 m2.
La médiathèque Toussaint est le principal établissement du réseau de bibliothèques d'Angers. Elle a été inaugurée en 1978 sur des ruines de l'ancienne abbaye Toussaint. Elle contient une bibliothèque, une discothèque et une vidéothèque de prêt, consultation et d'étude sur un espace de 6 400 m2.

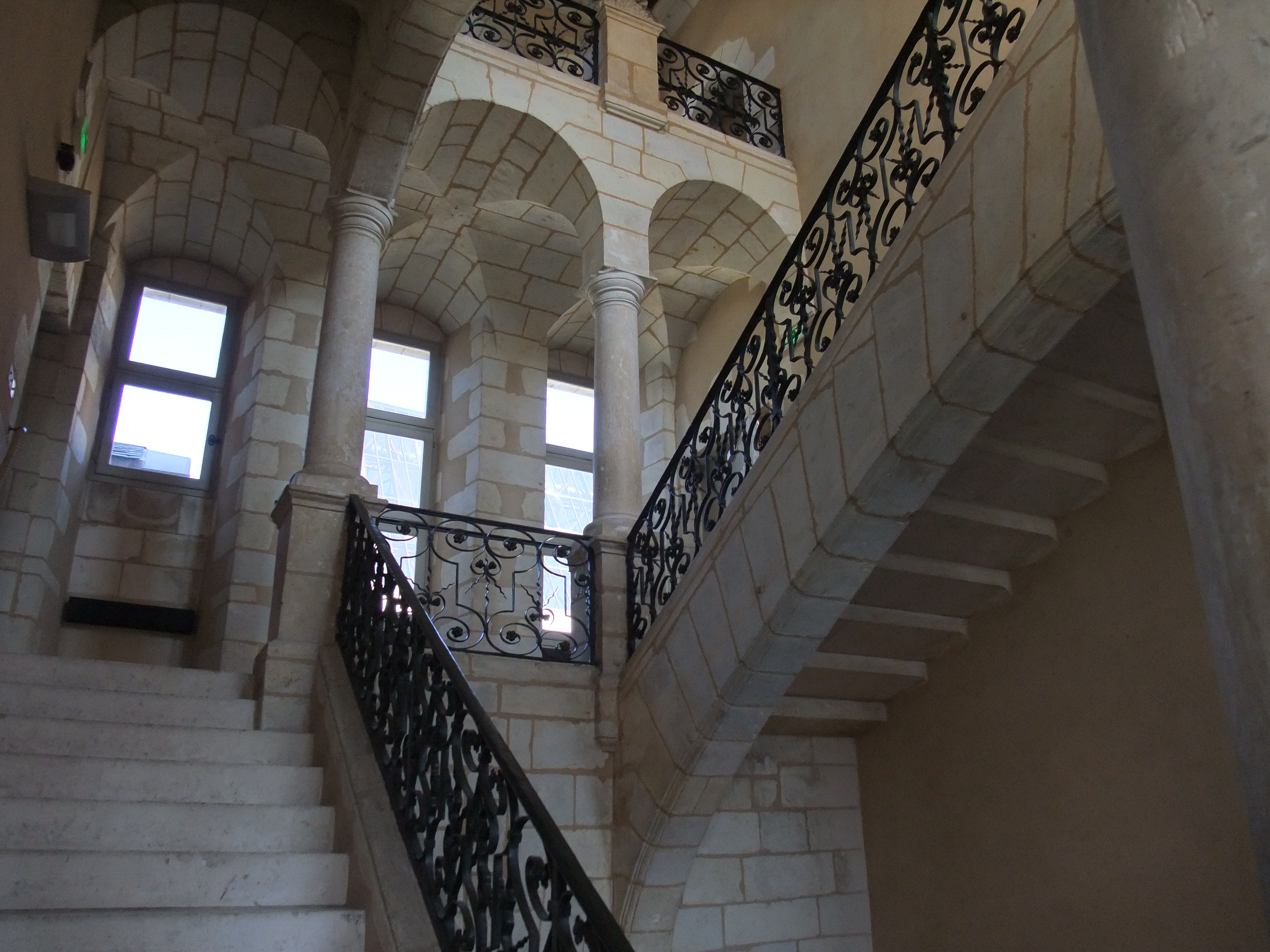
Bibliothèque municipale Toussaint, bâtiment ancien

La médiathèque propose des services numériques tels que l'accès en intranet à l'Inathèque et au CNC, ainsi qu'aux archives internet du web grâce à des partenariats avec l'INA, le CNC et la Bibliothèque nationale de France.
Depuis janvier 2021, à la suite d'une attaque informatique sur les services en ligne de la ville d'Angers, les sites et services en liens avec les bibliothèques municipales d'Angers sont inaccessibles.

Le 28 février 2022, le conseil municipal de la ville d'Angers choisi à l'unanimité le projet de l'agence nantaise Tetrarc Architectes pour la rénovation et l'agrandissement de la médiathèque, à terme 2000 m² seront ajoutés à l'existante structure. Le Projet commencera à la rentrée 2023 et se terminera si les délais sont respectés en 2025. La Médiathèque sera contrainte à la fermeture durant les travaux, en résultant un déplacement d'une partie de ces activités vers l'institut municipal situé place Saint-Éloi.

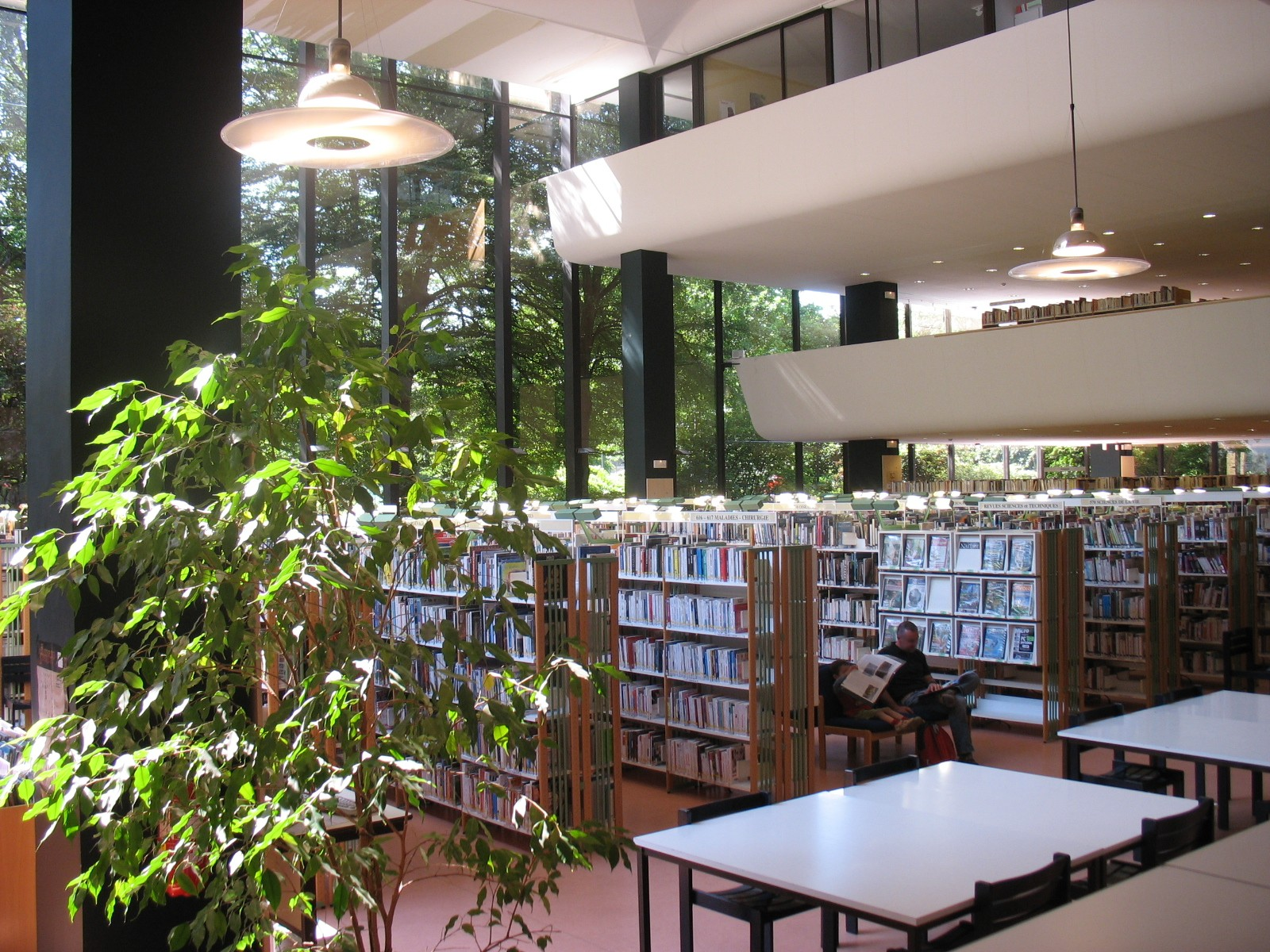
Bibliothèque municipale Toussaint, salle de lecture

## Fonds
Le fonds s'est constitué à partir des confiscations des livres des bibliothèques religieuses de la région.
Depuis 1943 la bibliothèque municipale gère la collecte du Dépôt légal des imprimeurs des départements d'Indre-et-Loire, de Maine-et-Loire, de Mayenne et de Sarthe jusqu'en 1996. Depuis 1997 sa circonscription est calquée sur la région administrative des Pays de la Loire et regroupe maintenant le dépôt des cinq départements ligériens (Loire-Atlantique, Maine-et-Loire, Mayenne, Sarthe et Vendée).
Le réseau des bibliothèques recense, sur 10 000 m2 au total :
- 250 000 livres adultes
- 150 000 livres jeunesse
- 1 000 titres de revues
- 40 000 disques
- 1 200 partitions
- 4 000 DVD
- 75 000 documents anciens
- 200 000 documents du Dépôt légal imprimeur

La collection provenant du Dépôt légal imprimeur augmente de 200 m à 250 m linéaires par an et alimente le catalogue proposé au public. Pour des raisons de conservations les livres provenant du Dépôt légal imprimeur sont exclus du prêt, uniquement consultables sur place en salle d'étude patrimoniale.

## Collections patrimoniales
- Des manuscrits du Moyen Âge et de la Renaissance (600 ouvrages manuscrits, tels que traités de théologie, de droit, œuvres poétiques, historiques, scientifiques ou médicales) ; dernière acquisition de 2011-2012 : La Geste des comtes de Dammartin manuscrit du XVIe siècle.
- La Bible de Saint-Aubin et les Heures dites du Roi René
- Des incunables
- Les collections d'histoire de l'Anjou
- Les fonds de correspondances
- Les brouillons d'écrivains
- Les fonds de livres imprimés patrimoniaux
- Les atlas
- L'art de la reliure (mille ans d’histoire de la reliure à travers les manuscrits des abbayes angevines.)
- Journaux, revues et magazines
- Les fonds photographiques
- Les fonds musicaux (depuis quelques psautiers et graduels manuscrits du Xe siècle en passant par un opéra de Lully jusqu'aux compositeurs contemporains.)
- La bibliophilie contemporaine
- Les fonds patrimoniaux jeunesse (la bibliothèque municipale conserve à titre patrimonial plus de 12 000 ouvrages pour enfants et adolescents, dont les plus anciens datent du XVIIIe siècle)
- Des fonds spécialisés, notamment le fonds David d'Angers et le fonds André Bruel, ces deux fonds étant intégré au fonds de l'Anjou, ainsi que le fonds Jules Bordier regroupant les archives des concerts populaires d'Angers.
- En 2018, la bibliothèque municipale publie sa bibliothèque numérique patrimoniale sous le nom de Commulysse.

## Réseau des bibliothèques
- Médiathèque Toussaint (livres + CD + DVD)
- Bibliothèque Annie-Fratellini (livres + CD + partitions)
- Bibliothèque Belle-Beille (livres + CD)
- Bibliothèque Nelson-Mandela (DVD + Blu-ray + Jeux vidéo)
- Bibliothèque Justices
- Bibliothèque Lac de Maine
- Bibliothèque Monplaisir
- Bibliothèque Roseraie (livres + DVD)
- Bibliothèque Saint-Nicolas

Depuis septembre 2012, la bibliothèque des Hauts de Saint-Aubin est transférée dans la cité éducative Nelson-Mandela sur le plateau des Capucins.

## Les bibliothécaires conservateurs
- 1803-1837 : Toussaint Grille
- 1838-1848 : François-Joseph Grille
- 1848-1871 : Jean-Gabriel Adville
- 1871-1887 : Albert Lemarchand
- 1888-1891 : Elie Sorin
- 1891-1909 : Olivier Joubin
- 1909-1915 : Victor Leroy
- 1915-1935 : Marc Saché
- 1936-1969 : Jeanne Varangot
- 1969-1983 : Isabelle Battez

## Expositions
La médiathèque propose une variété d'activités culturelles pour tous les publics, jeunes et adultes. Ces activités comprennent des expositions sur le patrimoine ancien et contemporain, telles que le livre d'artiste et l'illustration jeunesse, des rencontres avec des auteurs, des conférences, des concerts, des blind tests, des spectacles, des heures du conte et des ateliers d'écriture.
En 2009, pour le 600e anniversaire de la naissance du roi René, la bibliothèque municipale fut chargée par la Ville d’Angers et le Centre des monuments nationaux d’organiser l’exposition Splendeur de l'enluminure. Le roi René et les livres au château d'Angers. L'exposition fut présentée dans la Galerie de la tenture de l'Apocalypse, du 3 octobre 2009 au 3 janvier 2010, elle rassemblait 49 manuscrits et incunables enluminés du roi René.

## Partenariat
- La bibliothèque municipale coopère avec la création des Centres de lecture et d’animation pour les enfants des communes du réseau des bibliothèques municipales de l'agglomération de la ville jumelle de Bamako au Mali.
- Depuis 2007, la bibliothèque municipale participe dans le cadre de l’action commune des ministères de la Justice et de la Culture, à une politique en faveur de la lecture en milieu carcéral avec la maison d'arrêt d'Angers.
- La médiathèque a établi de nombreux partenariats avec des associations et des institutions culturelles de la ville. Chaque année, un thème est choisi, comme la famille, le rire, la ville, l'environnement, la gourmandise, ou la guerre, et il rassemble le réseau des 9 bibliothèques de la ville. De plus, la médiathèque est un partenaire actif des conventions culturelles signées avec le Centre Hospitalier Universitaire (CHU) et la maison d'arrêt. Depuis 2011, la Bibliothèque d'Angers organise une résidence d'écriture en octobre-novembre, au cours de laquelle un écrivain invité est chargé de créer un texte sur le thème de l'Apocalypse[10].

## Rénovation
Un projet de rénovation est envisagé à la médiathèque Toussaint d'Angers, ce qui représente la première initiative majeure depuis 1978. Le bâtiment existant a subi les effets du temps et ne répond plus aux normes contemporaines. Plusieurs problèmes ont apparu, notamment des problèmes d'étanchéité et de déperdition thermique, en plus d'une clientèle qui est devenu de plus en plus diversifiée. Cela a nécessité une adaptation de l'espace pour accueillir une variété d'activités. Pour ce faire, une extension est en cours, augmentant la superficie totale de 5 200 m² à 7 000 m². Cette extension comprendra une ludothèque, un espace destiné aux enfants, une salle de conte, ainsi que des zones pour des conférences, des spectacles et des ateliers. Le projet de rénovation englobe également la création d'une nouvelle aile minérale qui occupera l'espace actuel du parking. Parallèlement, des modifications sont prévues pour le cube de verre existant de la médiathèque, comprenant le déplacement de la discothèque au premier étage, la réorganisation de l'espace consacré à la fiction et à la musique, ainsi que la création d'un mur des nouveautés. Le deuxième étage sera réservé à des espaces pour la documentation et le cinéma, offrant des espaces adaptés pour le travail individuel en silence ou en groupe. L'aile du XVIIe siècle en face du bâtiment actuel sera également mis à contribution. Au rez-de-chaussée, elle accueillera une galerie des trésors, remplaçant ainsi l'emplacement actuel de la discothèque, pour l'exposition de livres rares et anciens. À l'étage, une salle d'étude des documents patrimoniaux sera accessible par ascenseur ou par un magnifique escalier en pierre qui retrouvera son importance. Dans ce projet L'aspect écologique est une priorité, grâce a l'installation de panneaux solaires sur le toit pour produire plus d'électricité que la médiathèque n'en consommera. De plus, le bâtiment sera davantage intégré dans la végétation, comprenant la création d'un jardin de lecture à ciel ouvert à l'intérieur même de la bibliothèque. Une lentille imposante absorbera les effets sonores et lumineux tout en reflétant le jardin extérieur. Une seconde entrée offrira un accès au cloître du jardin du musée des Beaux-Arts. En ce qui concerne le déménagement des collections de livres, les préparatifs sont déjà en cours pour accueillir les 16 km de livres dans une vingtaine de sites. Les ouvrages les plus fragiles et précieux ont été emballés sur mesure, et le déménagement débutera le 24 octobre. Aucun nouveau mobilier de rangement ne sera acheté, les étagères existantes seront réutilisées. Pendant la durée des travaux, les habitants d'Angers ne seront pas privés de leur médiathèque. Une bibliothèque temporaire, baptisée la bibliothèque Saint-Éloi, ouvrira le 27 février sur la place Saint-Éloi, offrant aux lecteurs un accès à 22 % de la collection. De plus, un système de réservation permettra d'emprunter des ouvrages qui ne sont pas directement accessibles.